# Szósty Kneset
Szósty Kneset – szósta kadencja parlamentu Izraela odbywająca się w latach 1965–1969.
Wybory odbyły się 1 listopada 1965, a pierwsze posiedzenie parlamentu miało miejsce 22 listopada 1965.

## Posłowie
Posłowie wybrani w wyborach:
| Partia                    | Posłowie |
| ------------------------- | --- |
| Koalicja Pracy            | Jigal Allon, Szulammit Alloni, Mosze Aram, Zalman Aran, Mosze Baram, Re’uwen Barkat, Aharon Becker, Mordechaj Bibi, Awraham Biton, Mosze Karmel, Gawri’el Kohen, Menachem Kohen, Cewi Dinstein, Abba Eban, Arje Eli’aw, Lewi Eszkol, Josef Fischer, Jisra’el Galili, Chajjim Gewati, Akiwa Gowrin, Dawid Hakohen, Rut Haktin, Aszer Chasin, Jisra’el Kargman, Kadisz Luz, Golda Meir, Mordechaj Namir, Dewora Necer, Mordechaj Ofer, Baruch Azanja, Dawid Petel, Dow Sadan, Pinchas Sapir, Mosze Sardines, Elijjahu Sason, Bechor-Szalom Szitrit, Ze’ew Szerf, Szemu’el Szoresz, Rachel Cabari, Ze’ew Cur, Aharon Uzan, Aharon Jadlin, Jisra’el Jeszajahu, Chajjim Josef Cadok, Mordechaj Zar |
| Gahal                     | Zalman Abramow, Binjamin Awni’el, Jochanan Bader, Menachem Begin, Arje Ben Eli’ezer, Chajjim Kohen-Meguri, Aharon Goldstein, Jicchak Klinghoffer, Josef Kremerman, Chajjim Landau, Elijjahu Meridor, Ja’akow Meridor, Szelomo Perlstein, Ester Razi’el-Na’or, Elimelech Rimalt, Josef Sapir, Josef Serlin, Josef Szofman, Eli’ezer Szostak, Mordechaj-Chajjim Sztern, Josef Tamir, Szemu’el Tamir, Awraham Ti’ar, Baruch Uzzi’el, Menachem Jedid, Cewi Zimmerman |
| Narodowa Partia Religijna | Szelomo-Jisra’el Ben-Me’ir, Josef Burg, Micha’el Chazani, Szabbetaj Don-Jichja, Danijjel-Jicchak Lewi, Jicchak Refa’el, Towa Sanhedraj, Binjamin Szachor, Chajjim Mosze Szapira, Mosze Unna, Zerach Warhaftig |
| Rafi                      | Josef Almogi, Dawid Ben Gurion, Mordechaj Ben-Porat, Mosze Dajan, Matilda Guez, Icchak Nawon, Szimon Peres, Jizhar Smilanski, Mordechaj Surkis, Cewi Cur |
| Mapam                     | Re’uwen Arazi, Ja’akow Chazzan, Abd el-Aziz az-Zubi, Natan Peled, Szelomo Rosen, Wiktor Szem-Tow, Emma Talmi, Me’ir Ja’ari |
| Niezależni Liberałowie    | Gidon Hausner, Mosze Kol, Pinchas Rosen, Jehuda Sza’ari, Jizhar Harari |
| Agudat Israel             | Szelomo-Ja’akow Gross, Izaak Meir Lewin, Szelomo Lorincz, Menachem Porusz |
| Rakach                    | Emil Habibi, Taufik Tubi, Me’ir Wilner |
| Postęp i Rozwój           | Sajf ad-Din az-Zubi, Iljas Nachla |
| Po’alej Agudat Jisra’el   | Kalman Kahana, Ja’akow Kac |
| Współpraca i Braterstwo   | Dijab Obejd, Dżabr Mu’addi |
| Meri                      | Uri Awneri |
| Maki                      | Szemu’el Mikunis |

### Zmiany
Zmiany w trakcie kadencji:
| Następca                   | Poprzednik            | Partia                    | Data                 |
| -------------------------- | --------------------- | ------------------------- | -------------------- |
| Faridża Zu’arec            | Szabbetaj Don-Jichja  | Narodowa Partia Religijna | 1 grudnia 1965       |
| Amos Degani                | Cewi Cur              | Rafi                      | 8 grudnia 1965       |
| Jicchak Golan              | Mosze Kol             | Niezależni Liberałowie    | 11 stycznia 1966     |
| Mosze Wertman              | Mosze Karmel          | Koalicja Pracy            | 17 stycznia 1966     |
| Szoszanna Arbeli-Almozlino | Chajjim Gewati        | Koalicja Pracy            | 17 stycznia 1966     |
| Szelomo Kohen-Cidon        | Elijjahu Meridor      | Gahal                     | 16 października 1966 |
| Amnon Lin                  | Bechor-Szalom Szitrit | Koalicja Pracy            | 28 stycznia 1967     |
| Arje Bahir                 | Jizhar Smilanski      | Rafi                      | 20 lutego 1967       |
| Awraham Werdiger           | Ja’akow Kac           | Po’alej Agudat Jisra’el   | 21 grudnia 1967      |
| Dawid Golomb               | Dow Sadan             | Partia Pracy              | 9 grudnia 1968       |
| Nissim Eliad               | Pinchas Rosen         | Niezależni Liberałowie    | 23 grudnia 1968      |
| Ari Ankorjon               | Lewi Eszkol           | Koalicja Pracy            | 26 lutego 1969       |

## Historia
Najważniejszym wydarzeniem była wojna sześciodniowa. Obrady parlamentarne dotyczyły przebiegu wojny i jej rezultatów. Równocześnie dyskutowano kwestię ogłoszenia przez Radę Bezpieczeństwa ONZ rezolucji nr 242, związanej z terenami zajętymi przez izraelską armię.
Po zakończeniu się walk, premier Lewi Eszkol ogłosił zjednoczenie Jerozolimy, a Kneset rozpoczął procedury prawne związane z utworzeniem władz miejskich, zgodnie z izraelskim systemem prawa i jurysdykcji.
Wojna sześciodniowa i jej rezultaty miały poważny wpływ na pozycję Izraela na arenie międzynarodowej. Francja – która była głównym dostawcą sprzętu wojskowego dla Izraela – nałożyła militarne embargo i Izrael mógł polegać wyłącznie na dostawach wojskowych ze Stanów Zjednoczonych. Wszystkie kraje bloku wschodniego – poza Rumunią – zerwały stosunki dyplomatyczne z Izraelem.
Po powstaniu Organizacji Wyzwolenia Palestyny w jej nowej strukturze organizacyjnej, w 1968 rozpoczęła się fala terroru. Jako pierwszy w październiku 1968 został porwany do Algierii samolot El-Al.
Szósty Kneset był pierwszym, w którym wyraźnie wykrystalizowały się dwa główne bloki polityczne: Gahal (w skład którego wchodził Herut i Partia Liberalna) i Koalicja Pracy (które obejmowała Mapai i Achdut ha-Awoda, a następnie w swojej drugiej postaci Mapai, Achdut ha-Awoda, Rafi i Mapam).
W połowie 1966 parlament często zajmował się załamaniem koniunktury na izraelskim rynku. Religijne ugrupowania podniosły kwestię transplantacji organów. Pod obrady Knesetu trafiły także problemy z przedstawicielami samorządu lokalnego, którzy zmieniali przynależność partyjną w zależności od korzyści materialnych.
W 1966 w Izraelu uruchomiono czarno-białą telewizję.

### Trzynasty rząd(1966-1969)
Trzynasty rząd został sformowany przez Lewiego Eszkola w dniu 12 stycznia 1966.
Premier zmarł 26 lutego 1969, w wyniku czego nastąpiło rozwiązanie rządu.

### Czternasty rząd(1969)
Czternasty rząd został sformowany przez Goldę Meir 17 marca 1969.
Rząd sprawował swoje obowiązki do czasu nowych wyborów i sformowania nowego rządu.